# عبد الله بن محمد المعتاز
عبد الله بن محمد المعتاز داعية ورجل دين سعودي ولد في عنيزة من أسرة محافظة عام 1358هـ. تخرج من كلية اللغة العربية عام 1381هـ، والدته من أسرة علماء القصيم (آل سليم) الذين قال فيهم الملك عبد العزيز (أنتم يا أهل القصيم تتميزون على غيركم بشيئين: شجرة آل سليم ونخلة الشقراء) وأخواله آل مقبل علماء قرية (المنسي) من قرى بريدة.
نشأ الشيخ في مدينة عنيزة (الفيحاء) التي خرجت العلماء الأعلام وعلى رأسهم الشيخين عبد الرحمن الناصر السعدي، ومحمد بن صالح العثيمين وهما أستاذان للشيخ عبد الله تعلم منهما العلم والأخلاق.من مشايخه أيضا: الشيخ عبد العزيز الدامغ والشيخ سليمان الشبل والشيخ عبد العزيز بن عبد الله بن باز رحمهما الله جميعاً.

## نسبه
هو الشيخ عبد الله بن محمد بن صالح بن سليمان بن حسين بن راشد العقيل (المعتاز)، ينتهي نسبه إلى الصحابي جابر بن عبد الله بن حرام الأنصاري الخزرجي.[بحاجة لمصدر]

## حياته العملية
- عمل مساعد لمدير معهد أبها العلمي ثم مدرساً بمعهد المدينة النبوية العلمي ثم مدرساً بمعهد الرياض العلمي ثم مديراً للتوظيف في وزارة المالية والاقتصاد الوطني ثم كبير المفتشين بوزارة المالية ثم تقاعد مبكراً وعمل في الدعوة إلى الله
- أسس إدارة المساجد والمشاريع الخيرية عام 1409هـ التي قامت بأعمال جليلة في الدعوة إلى الله وبنت أكثر من ثلاثة آلاف مسجد وخمسمائة مدرسة. وأسلم على يد دعاتها أكثر من (12000) نسمة من قبيلة جلي وحدها بالحبشة حسبة شهادة سفارة خادم الحرمين الشريفين بالحبشة كما هو موثق في الشهادة التي أرسلتها للإدارة وأزداد عددهم في الحبشية واحدها إلى خمسمائة ألف نسمة.

## أعماله
- حاز على جائزة أعمال البر والدعوة لعام 1426هـ من أمير المنطقة الشرقية صاحب السمو الملكي الأمير / محمد بن فهد بن عبد العزيز آل سعود.
- أسس مكتبة دار السلام التي تعنى بنشر كتب السلف وترجمة معاني القرآن الكريم إلى اللغات العالمية وقد زادت ترجمتها لمعني القرآن الكريم عن عشرين لغة.
- أحد مؤسسي الهيئة الخيرية العالمية بالكويت.
- عمل عضوا في مجلس الأحياء بالربوة بالرياض.
- عمل عضوا في جمعية البر الخيرية في شرق الرياض.
- أول من أسس المكتبات في مساجد الرياض وغيرها.
- أسس جامع الفرقان بالربوة الذي له نشاط في المحاضرات وتحفيظ القرآن الكريم وتتبعه مدرسة الهداية النسائية لتحفيظ القرآن الكريم وفيه جمعية البر بشرق الرياض.
- عمل عضوا في عدة جمعيات ومراكز خيرية.
- كلفه سماحة الوالد الشيخ عبد العزيز بن عبد الله بن باز في الصلح بيم جماعة أنصار السنة المحمدية بالسودان وجمعية الكتاب والسنة وأيده الشيخ على ما ارتآه وحصل بذلك خير كثير.

## مؤلفاته
- موسوعة الآداب الإسلامية جزأن كبيران يشتمل على ألف أدب إسلامي.
- عقد الجمان نظم يشتمل على ألف بيت في مدح الله ومدح رسوله صلى الله عليه وسلم ووصف الجنة ومدح الصحابة والتابعين وعلماء السلف وذكر ما يخص مكة المكرمة والمدينة النبوية والقدس.
- الفوائد الحسان في القرآن ويشتمل على ما يربوا عن خمسة آلاف فائدة ثلاثة أجزاء.
- زاد الشباب في العلم والآداب أربعة مجلدات.
- منهج أهل السنة والجماعة في الدعوة إلى الله.
- الدعوة إلى الاجتماع ونبذ الاختلاف.
- الدين النصيحة.
- الإنسان ذلك المخلوق العجيب.
- ديوان شعر باسم (آلام وآمال).
- الإسلام دين العالمية لا يتقبل الله من أحد ديناً سواه.
- اشترك في تأليف كتاب عن (الإرهاب وأخطاره).
- القول السديد في فهم التوحيد.
- ذكريات وعبر من الماضي.
- قام بنشر مجموعة من المقالات في مجالات وصحف الملكة العربية السعودية وغيرها منها: وجوب التعاون لاستتباب الأمن وفتاوى التكفيرين والرد عليها وله محاضرات عديدة ومقالات ودروس.

## ذريته
- له سبعة من الأولاد أكبرهم محمد أحد المحاضرين في جامعة الإمام محمد بن سعود الإسلامية.
- نال عدة تزكيات من مشايخ المملكة وغيرها وعلى رأس هؤلاء: سماحة الوالد الإمام: عبد العزيز بن عبد الله بن باز، والشيخ: صالح آل الشيخ، والشيخ عبد الله بن عبد الرحمن الجبرين، والشيخ محمد السبيل، والشيخ صالح بن حميد، والشيخ صالح السدلان، والمشايخ: صالح وسعد الحصيني، والشيخ عبد الرحمن السديس وغيرهم.

## وصلات خارجية
موقع الشيخ عبد الله بن محمد المعتاز